# Patera de Lindgren
Lindgren Patera
Pour les articles homonymes, voir Lindgren.
La patera de Lindgren (désignation internationale : Lindgren Patera) est une patera située sur Vénus dans le quadrangle de Kawelu Planitia. Elle a été nommée en référence à la romancière suédoise Astrid Lindgren (1907–2002).